# 톰 이웰
톰 유얼(Tom Ewell, 영어 발음: /ˈjuːəl/ 1909년 4월 29일~1994년 9월 12일)은 미국의 배우이다.

## 생애와 경력

### 어린 시절
톰 유얼은 새뮤얼 유얼 톰프킨스 (Samuel Yewell Tompkins)라는 이름으로 1909년 4월 29일에 미국 켄터키주 오웬스보로에서 태어났다. 가족은 그가 변호사나 위스키, 담배 딜러가 되기를 바랐다.
그는 1928년부터 여름 공연에서 돈 어미치와 함께 연기를 시작하였는데, 1931년, 뉴욕으로 가기 전까지 활동하였다. 이후 그는 액터스 스튜디오에 들어가 연기 공부를 하였는데 같이 한 배우로는 몽고메리 클리프트, 칼 몰든 등이 있었다. 그는 1934년에 브로드웨이에서 데뷔하였고, 1940년에 영화계에 데뷔하였는데, 이 시기의 역할은 웃기는 조연 역할이었다. 그는 《아담의 부인》 (1949)에서 뛰어난 연기를 선보여 사람들에게 주목을 받아 할리우드의 여러 영화에 종종 출연하였다. 이후 그는 1952년, 《7년만의 외출》이라는 연극에 출연했는데, '여인' 역은 버네사 브라운이 맡았다. 그는 이 연극을 각색하여 만든 영화에서도 같은 역할을 맡았는데, '여인'역에는 당시 큰 인기를 끌고 있던 매릴린 먼로가 맡았다. 그는 이 영화로 골든 글로브 상을 수상하였다. 이후로도 그는 제인 맨스필드와 같이 나온 《더 걸 캔트 헬프 잇》 등에 나왔다. 톰 유얼은 또한 텔레비전에도 출연하였는데 1960년 9월부터 1961년 5월까지 자신의 이름을 딴 <톰 유얼 쇼>에 나왔다.

### 사생활과 말년
톰 유얼은 1946년, 브로드웨이에서 연출을 하던 조지 애벗의 딸인 주디스 애벗과 결혼하였으나 오래 가지 않았다. 이후 그는 1948년 5월 5일에 마저리 샌번과 결혼하여 아들 1명을 두었다. 그는 1994년 9월 12일, 85세의 나이로 캘리포니아주 우드랜드 힐스에 위치한 병원에서 원인을 알 수 없는 병으로 사망하였다. 부인은 그가 오랫동안 질병을 앓았다고 말하였다.